# Sainte-Geneviève (Senna Marittima)
Sainte-Geneviève è un comune francese di 288 abitanti situato nel dipartimento della Senna Marittima nella regione della Normandia.

## Società

### Evoluzione demografica
Abitanti censiti